# Karjam Saeji
Karjam o Karsangjamtso, Saeji es un cantante tibetano, compositor y bailarín, natural de Maqu, provincia de Gansu, China. Participó como actor con la Compañía Tibetana de Gannan, de la Prefectura Autónoma Tibetana de Gannan en 1991 y se trasladó al continente americano en 2007. Grabó un CD, titulado Pilgrimage, en el año 2007 como parte del Proyecto Avance del artista Lopez Island en Washington, Estados Unidos. 
Karjam fue uno de los artistas invitados para el Festival Mundial de Música Sacra en 2008, celebrada en Los Ángeles, California. "Pilgrimage" fue nominada en 2009 para los premios de música, los mayores premios musicales independientes en el mundo, como fueron dos de los sencillos del álbum, "Danlih" y "Nehnijih Lirang". El 28 de agosto de 2009 en la entrega de premios se anunció que Karjam ganó el premio al mejor álbum de Asia para "Pilgrimage" y fue el primer finalista a la Mejor Canción de Asia con "Danlih". 
Fue reconocido por su voz potencial, a menudo cantando a capela. También fue acompañado con bouzouki, el dranyen tibetano, y algunas veces en la mandolina.